# Turó de l'Àvia
El Turó de l'Àvia és una muntanya de 703 metres que es troba al municipi de Montmaneu, a la comarca catalana de l'Anoia.